# XXV Liceum Ogólnokształcące im. Stefana Żeromskiego w Łodzi
XXV Liceum Ogólnokształcące im. Stefana Żeromskiego – łódzkie liceum ogólnokształcące mieszczące się przy ulicy Podhalańskiej 2A.

## Historia

### Powstanie szkoły
Szkoła została założona na podstawie zarządzenia Ministerstwa Wyznań Religijnych i Oświecenia Publicznego z 26 czerwca 1938. Zakładało ono przekształcenie klas gimnazjalnych istniejących przy Państwowym Seminarium Nauczycielskim z językiem wykładowym niemieckim w Łodzi w samodzielne 38. Państwowe Gimnazjum Męskie. Dotychczasowy p.o. dyrektora Jan Marczyński z dniem 1 sierpnia 1938 został mianowany dyrektorem. Szkoła mieściła się wówczas przy ulicy Bronisława Pierackiego 11/13 w gmachu zlikwidowanego seminarium, wybudowanym w 1892 na siedzibę Spółdzielczego Banku Przemysłowców Łódzkich.
Tego samego roku odbyły się uroczystość nadania szkole imienia Stefana Żeromskiego, połączone z poświęceniem i wręczeniem sztandaru ufundowanego przez Koło Rodzicielskie. Zgodnie z zarządzeniem władz oświatowych od 1 lipca szkoła miała nosić oficjalną nazwę III Państwowe Liceum i Gimnazjum im. Stefana Żeromskiego.

### OkresII wojny światowej
We wrześniu 1939, tuż przed wkroczeniem hitlerowców do Łodzi, dyrektor Jan Marczyński ukrył sztandar szkoły oraz sztandar I Państwowego Liceum i Gimnazjum im. Mikołaja Kopernika w swojej rodzinnej wsi Prusinowice.
Po rozpoczęciu okupacji niemieckiej na terenach Łodzi, szkoła została zamknięta. Rok później, dyrektor Jan Marczyński został aresztowany za prowadzenie tajnego nauczania i umieszczony początkowo w więzieniu na Radogoszczu skąd został przewieziony do obozu koncentracyjnego w Dachau, a następnie do Mauthausen-Gusen, gdzie zmarł w lutym 1941 roku.
Dzięki staraniom Kazimiery Marczyńskiej udało ocalić się szkolny sztandar (a także należący do gimnazjum im. Mikołaja Kopernika). Został on ukryty w majątku jej męża w Prusinowie. Po wojnie sztandar powrócił do szkoły.

### Okres powojenny
W 1945 wznowiono naukę w gmachu przy ulicy Pierackiego 11/13, przemianowaną wówczas na ulicę Roosevelta. Dyrektorką została wówczas Helena Bursche, która sprawowała stanowisko do 1947. Po wojnie szkołę kilka razy przenoszono i zmieniano jej nazwę. Najpierw nastąpiło połączenie z VI Gimnazjum i Liceum Żeńskim oraz przeniesienie szkoły na ulicę Piotrkowską 187. Nowa nazwa placówki brzmiała III Państwowe Gimnazjum i Liceum Koedukacyjne im. Stefana Żeromskiego. Niecały rok później przeniesiono szkołę na ulicę Łęczycką 23 i połączono z 35 Szkołą Podstawową w tzw. „jedenastolatkę”. Liczyła ona 7 klas stopnia podstawowego i 4 średniego. Budynek, który przejęto powstał w latach 1927–1929 na zlecenie magistratu. Jego projektantem był znany łódzki architekt Wiesław Lisowski. Dzisiaj pod tym adresem mieści się Szkoła Podstawowa nr 5 im. Króla Stefana Batorego.
Władze Towarzystwa Przyjaciół Dzieci przejęły szkołę w 1952 i zmieniły jej nazwę na XI Ogólnokształcącą Szkołę TPD Stopnia Podstawowego i Licealnego. Dopiero 2 września 1957 zostają wydzielone klasy licealne i pierwszy raz pojawia się nazwa XXV Liceum im. Stefana Żeromskiego. 14 lutego 1958 podczas zebrania rady pedagogicznej ówczesny dyrektor Czesław Romanowski poinformował o oficjalnym nadaniu szkole nazwy XXV Liceum Ogólnokształcące im. Stefana Żeromskiego.
Dopiero w 1987 szkoła została przeniesiona pod obecny adres, czyli do budynku znajdującym przy ulicy Podhalańskiej 2A. Natomiast 14 maja 1998 przy dawnej placówce szkoły na ulicy Roosevelta 11/13 odsłonięto tablicę pamiątkową poświęconą Janowi Marczyńskiemu. Fundatorami tablicy byli przedwojenni absolwenci szkoły.
Długoletnim dyrektorem szkoły był Stefan Korycki (zm. w 2019), a po nim, od 1984 do 2018, Alicja Wojciechowska. Od 2018 liceum kieruje Bogumiła Ziółkowska-Pawlak.

## Hymn
27 grudnia 1984 miało pierwsze publiczne wykonanie obecnego hymnu szkoły. Autorem jego słów była polonistka, profesor Teresa Szuba, a twórcą muzyki uczeń klasy IIIB Paweł Redzynia.

## Znani absolwenci
- Marta Dąbrowska,
- Paweł Jokiel,
- Agnieszka Nagay,
- Jerzy Koenig,
- Maria Żakowska[8],
- Włodzimierz Wesołowski,
- Tadeusz Drewnowski.